# Blutschwingen-Fruchttaube
Die Blutschwingen-Fruchttaube (Ptilinopus marchei), auch Schwarzohr-Flaumfußtaube, Schwarzohr-Fruchttaube oder Flammenfruchttaube genannt, ist eine Art der Taubenvögel. Sie kommt nur auf der philippinischen Inseln Luzon vor. Sie gehört zu den ausgesprochen farbenprächtig gefärbten Fruchttauben. Die IUCN stuft diese endemische Art der Philippinen als gefährdet (vulnerable) ein. Der Bestand geht stark zurück, da der Lebensraum dieser Taube zunehmend zerstört wird. Der Bestandsrückgang wird zusätzlich durch Jagd und Handel mit dieser Taubenart verstärkt.

## Erscheinungsbild
Die Blutschwingen-Fruchttaube erreicht eine Körperlänge von 40 Zentimetern. Der Körperbau der Taube ist gedrungen mit verhältnismäßig kurzen Flügeln. Der Geschlechtsdimorphismus ist nur gering ausgeprägt. Weibchen weisen auf der Körperoberseite mehr grünes Gefieder als die Männchen auf. Namensgebend für die Art ist der blutrot schillernde Fleck auf den Flügeln.
Vorder- und Oberkopf der Blutschwingen-Fruchttaube sind ebenso wie der Nacken karminrot. Die Halsseiten und die Brust sind hellgrau. Die Kehle ist orange. Die Vorderbrust ist leuchtend orange und geht auf dem Bauch in einen breiten blutroten Fleck über. Über den Bauch verläuft ein hellgelbes Band. Der Unterbauch ist hellgrau mit einigen wenigen gelblichen Flecken. Die Unterschwanzdecke ist ockerfarben. Der Mantel, Rücken sowie die inneren Flügeldecken sind schwarz und glänzen an den äußeren Flügeldecken bronzegrün. Die Iris ist innen gelb und außen rot. Der Schnabel ist an der Basis gelb und hellt zur Spitze hin gelb auf. Die Füße sind rot.

## Verhalten
Das Verbreitungsgebiet der Blutschwingen-Fruchttaube erstreckt sich über 105.000 Quadratkilometer. Sie war noch in den 1940er und 1950er Jahren stellenweise häufig, gilt aber mittlerweile in ihrem gesamten Verbreitungsgebiet als selten, so wurden zuletzt nur noch Bestände aus dem Mount Pulag National Park und dem Northern Sierra Madre Natural Park gemeldet. Ältere Beobachtungen stammen aus dem Aurora Memorial Nationalpark und dem Mounts-Banahaw-San-Cristobal-Nationalpark. Sie wird in der Regel in Höhenlagen zwischen 500 und 1.500 Metern angetroffen. In größeren Höhen ist sie sehr selten. Sie wurde allerdings schon bis in Höhen von 2.300 Meter NN beobachtet. Sie ist auf Primärwald angewiesen. 
Die Blutschwingen-Fruchttaube lebt überwiegend einzeln oder in Paaren. Ihr Nahrungsspektrum umfasst überwiegend Früchte. Über die Fortpflanzungsbiologie ist nahezu nichts bekannt.

## Belege

### Weblink
- Ramphiculus marchei in der Roten Liste gefährdeter Arten der IUCN 2013.1. Eingestellt von: BirdLife International, 2012. Abgerufen am 31. Oktober 2013.